# Poblado Chulavista
Poblado Chulavista är en ort i Mexiko.   Den ligger i kommunen Ensenada och delstaten Baja California, i den nordvästra delen av landet, 2 100 km nordväst om huvudstaden Mexico City. Poblado Chulavista ligger 34 meter över havet och antalet invånare är 1 442.
Terrängen runt Poblado Chulavista är platt västerut, men österut är den kuperad. Havet är nära Poblado Chulavista västerut. Runt Poblado Chulavista är det glesbefolkat, med 8 invånare per kvadratkilometer. Närmaste större samhälle är Emiliano Zapata, 0,77 km norr om Poblado Chulavista. Omgivningarna runt Poblado Chulavista är i huvudsak ett öppet busklandskap.